# 1849 na literatura

## Nascimentos
| Data        | Nome                                   | Profissão   | Nacionalidade  | Observações | Ref |
| ----------- | -------------------------------------- | ----------- | -------------- | ----------- | --- |
| 22 de Julho | Emma Lazarus                           | poetisa     | Estados Unidos | m. 1887     |     |
| ?           | Joaquim António da Fonseca Vasconcelos | historiador | Portugal       | m. 1936     |     |

## Mortes
| Data         | Nome            | Profissão | Nacionalidade  | Observações | Ref |
| ------------ | --------------- | --------- | -------------- | ----------- | --- |
| 7 de Outubro | Edgar Allan Poe | escritor  | Estados Unidos | n. 1809     |     |